# Hybridbild

Schriftzug mit "northeast" (Nordosten) oder "southwest".

Ein Hybridbild ist eine optische Täuschung, die am Massachusetts Institute of Technology (MIT) entworfen wurde. Federführend dabei waren Aude Oliva (MIT), Philippe G. Schyns (University of Glasgow) und Antonio Torralba (MIT).
Hybridbilder entstehen durch Überlagerung zweier ähnlicher Bilder am Computer. Ein Bild wird zuvor mit einem Tiefpass weichgezeichnet, um nur die niedrigen Ortsfrequenzen zu erhalten, bei dem anderen Bild hingegen werden mit Hilfe eines Hochpasses die niedrigen Ortsfrequenzen entfernt.
In der Nähe dominiert das detailreichere Bild. Entfernt man sich von dem Bild, verschwimmen dessen feine Konturen und das andere Bild bestehend aus den weichen Farbflächen kommt stärker zum Vorschein. Die Betrachtungsabstände für die Wahrnehmung der optischen Veränderung hängen mit der Größe des Bildes und der Sehstärke des Betrachters zusammen. Bei kurzsichtigen Personen kann eventuell schon ein Absetzen der Brille den Effekt bewirken.